# Wunder-Baum

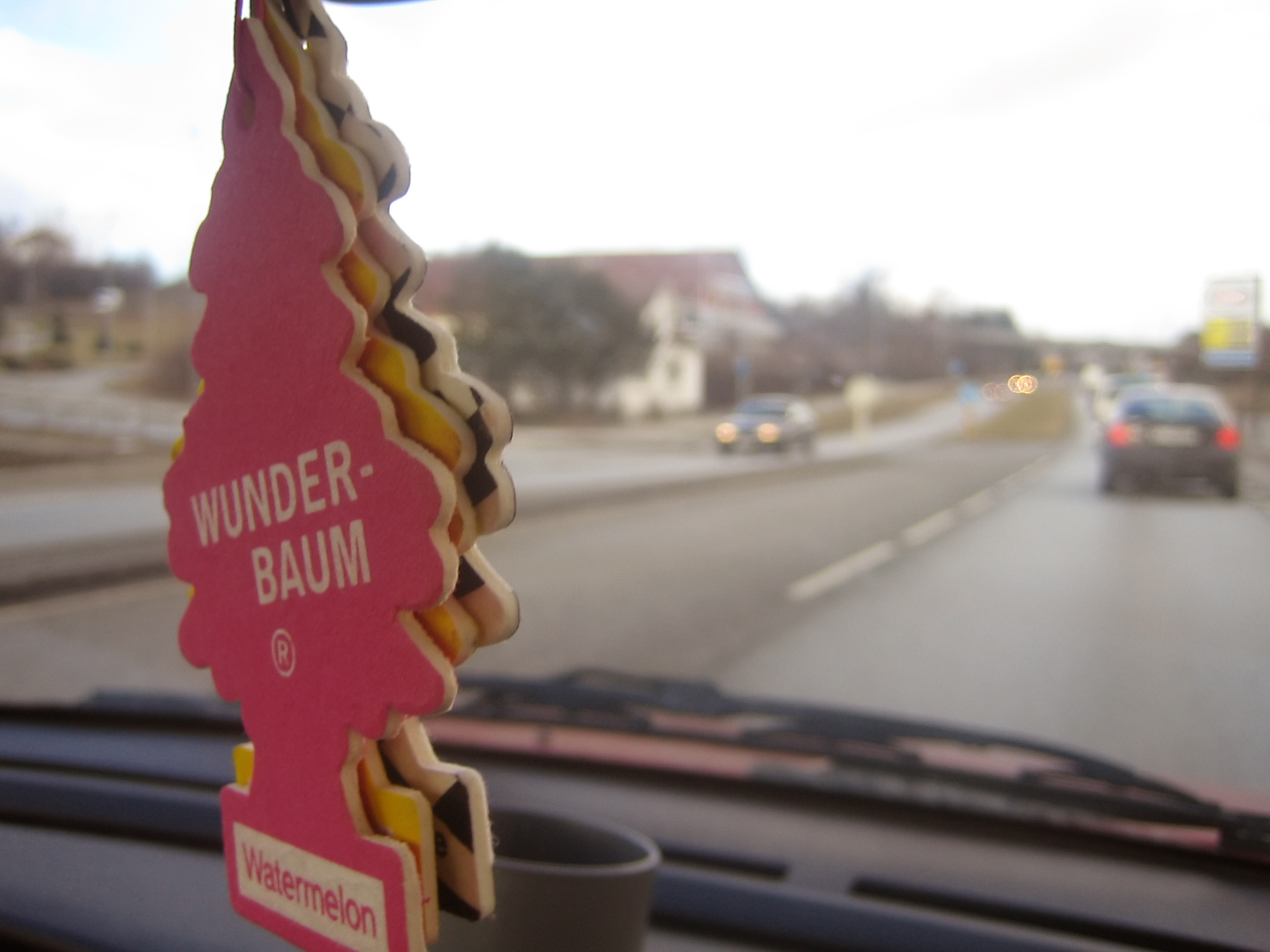
Wunderbaum

Der Wunder-Baum ist eine Marke für Einweg-Riechstoffverbreiter in Form der Silhouette eines abstrakten Nadelbaumes für den Gebrauch in Kraftfahrzeugen und hat sich im allgemeinen Sprachgebrauch als Gattungsbezeichnung dieser Produktkategorie durchgesetzt. Vom Wunder-Baum her rührt auch die Bezeichnung Duftbaum für derartige Lufterfrischer, häufig werden solche auch als Duftbaum bezeichnet, obwohl sie eigentlich etwas anderes darstellen. Grundsätzlich zielen die sogenannten Lufterfrischer auf eine Erhöhung des Wohlbefindens durch die Abgabe von Duftstoffen ab. Sie sind in verschiedenen Duftrichtungen erhältlich; die beliebtesten sind die Duftnoten Vanillaroma, Sportfrische, Neuwagen und Grüner Apfel.
Das Produkt wird unter verschiedenen Namen vertrieben: Wunder-Baum (in Deutschland, Österreich,  Schweden, den Niederlanden, Norwegen, Finnland, Dänemark und Polen), Little Trees (in den USA und Kanada), Magic Tree (in Großbritannien und Irland) oder Arbre Magique (in Frankreich, Italien, Spanien und Portugal).

## Geschichtliches

Little Tree, US-amerikanische Originalversion des Wunder-Baums

Erfinder der Little Trees war Julius Sämann, ein kanadischer Biochemiker und Geschäftsmann deutsch-jüdischer Abstammung, der vor den Nationalsozialisten fliehen musste. Geboren wurde er in Uffenheim, der Vater und dessen Vorfahren stammen aus Ermetzhofen.
Sämann verbrachte mehrere Jahre in Kanada, wo er die Gewinnung von Kiefernnadelöl (Oleum pini silvestris) erforschte. Nachdem sich im Jahre 1951 ein Milchfahrer über den üblen Geruch verschütteter Milch bei ihm beklagt hatte, erfand er eine Möglichkeit, das Kiefernnadelöl mit einem porösen Karton zu verbinden, um den intensiven Kiefernduft länger zu binden. Ein Jahr später gründete er in Watertown im US-Bundesstaat New York das Unternehmen Car-Freshner Corporation zur gewerblichen Produktion der Little Trees genannten Duftbäumchen.
In den Anfangsjahren wurden die Little Trees durch Taxis populär, wo sie sowohl zur Erfrischung der Innenluft als auch häufig als Dekoration dienten. Es wurde als Extraservice verstanden, den Fahrgästen ein wohlduftendes Gefährt bereitzustellen. Zwar gab es damals schon andere Lufterfrischer. Diese waren jedoch flüssiger Natur, was sie aufgrund zu jener Zeit fehlender funktionaler Behältnisse für die Verwendung im Auto ungeeignet machte.
Die Bäumchen sind mittlerweile in über sechzig verschiedenen Duftrichtungen erhältlich. 2012 wurden Duftflacons eingeführt und 2013 Clips mit dem bekannten Tannenlogo. 2014 folgte Invisi mit der selbstentwickelten StediScent-Technologie, die auf die Belüftungsschlitze des Autos aufgesteckt werden können und praktisch unsichtbar sind. In den USA und Kanada gibt es noch weitere Produkte, wie beispielsweise Sprühdosen.
Heute ist das Unternehmen in der dritten Generation in Familienbesitz und hat Zweigwerke in Berlin (New Hampshire) und DeWitt (Iowa). Weltweit werden die Vertriebspartner aus den USA beliefert. In Europa jedoch, wo die Wunder-Bäume seit den frühen 1960er Jahren erhältlich sind, gibt es Produktionsstätten in Schweden, Italien und der Schweiz für den hiesigen Markt.

## Funktionsweise
Der Lufterfrischer wird in einer Kunststoffhülle verschweißt geliefert. Er besteht aus einem saugfähigen, offenporigen filzähnlichen Karton, der beidseitig bedruckt und mit Duft- und Hilfsstoffen getränkt ist.
Zum Aktivieren und Verteilen der Duftstoffe wird ein kleiner Teil der Hülle entfernt und der Aufhänger angebracht. Je nach Größe der Öffnung in der Plastikfolie und des umgebenden Luftstroms werden nun die Duftstoffe in der Umgebungsluft verteilt. Für die gleichmäßige Geruchsstoffabgabe in den Fahrzeuginnenraum soll die Hülle jede Woche einen Zentimeter nach unten gezogen werden.

## Nebenwirkungen
Sogenannte „Lufterfrischer“ überdecken im Vergleich zu Geruchsneutralisierern nur die Raumgerüche; sie können allergische Reaktionen und Kopfschmerzen auslösen.
Viele Verbraucher sehen die Folienhülle lediglich als Verpackung und entfernen diese, entgegen den Vorgaben des Herstellers, komplett. So wird innerhalb kurzer Zeit die größtmögliche Menge an Duftstoffen freigesetzt. Der konzentrierte Geruchseindruck führt zu einer Reizüberflutung und häufig zu Kopfschmerzen.

## Sortiment
Neben der sogenannten Classic Line mit über 40 Sorten werden auch weitere Serien angeboten: die Cocktail Trees (Piña Colada, Mai-Tai, Margarita) sowie Sentiment (Relax, Passion, Power, Energie) und Rock Range (Citrus Flames, Born to Rock, Delicious, Wild Child).
Im Jahr 2011 wurde die Designer-Edition eingeführt, welcher ein Wettbewerb vorausging. Im Rahmen eines Designwettbewerbs im Internet durften Fans ihr eigenes Bäumchen gestalten und von anderen Nutzern bewerten lassen. Aus über 2000 Design-Vorschlägen wurden vier Motive ausgewählt: Eis, Geisha, Roots und Letters. Der Wettbewerb fand auf der Facebook-Seite des Unternehmens statt. Seit Oktober 2011 werden die Motive im Rahmen der Designer-Edition im Handel angeboten.
Trotz des vielfältigen Angebots wird, zumindest in Deutschland, nur eine kleine Auswahl an Sorten verkauft. Dem Unternehmen zufolge sei der Geschmack der deutschen Verbraucher recht eingefahren. Festzustellen sei, dass im Osten generell fruchtige Sorten beliebter sind als im Westen. Unter den neuen Duftrichtungen konnte sich lediglich die Note Black Classic in die zehn beliebtesten Duftnoten einreihen. Mit einem Anteil über 27 % führt die Sorte Vanillaroma mit großem Abstand.

## Marken- und Designschutz
In den USA ist das Design der Little-Trees-Duftbäumchen durch insgesamt sechs Bild- und Form-Marken geschützt. Abgesehen von Lufterfrischern erfassen die Markenrechte auch Sticker, Büroartikel, Bekleidung und Taschen. In Deutschland ist der Wunder-Baum durch 13 Bildmarken und eine Formmarke geschützt.
Während in Deutschland bislang keine Rechtsstreits bekannt sind, ist der US-amerikanische Mutterkonzern Car-Freshner Corporation bekannt dafür, seine Markenrechte äußerst konsequent zu verfolgen. Bereits mehrmals wurde erfolgreich gegen verschiedene Unternehmen geklagt, welche die Markenrechte verletzten.
2005 verklagte die Car-Freshner Corporation das Unternehmen Rite Way Wholesale and Distributors, Inc. of New York, da es eine Kopie des Vanilla-Pride-Little-Trees importierten und in den USA vertrieben. Das Stars-&-Stripes-Design sowie die Vanille-Duftnote wurden ebenfalls übernommen. Die Vermarktung musste eingestellt und Schadensersatz gezahlt werden.
Im Jahr 2006 wurde der Hersteller Miracle Products verklagt, da er einen Lufterfrischer namens Little Tee auf den Markt brachte und unter der Domain little-tees.com bewarb. Lediglich ein Buchstabe unterschied die Domain von jener der Little Trees. Die Car-Freshner Corporation forderte daher eine sofortige Unterlassung des Verkaufs, verbunden mit der Zerstörung der noch vorhandenen Produkte. Ebenso verlangte das Unternehmen Schadensersatz in unbekannter Höhe.
Ein weiterer Fall wurde 2006 erfolgreich eingeklagt. Das im Vereinigten Königreich ansässige Unternehmen Tetrosyl Ltd. stellte damals einen tannenförmigen Lufterfrischer her, welcher markante Elemente des Wunder-Baums aufwies. Der Vertrieb des Produkts wurde daraufhin eingestellt.
Im selben Jahr produzierte Dale Detwiler, ein in den USA bekannter Hersteller von Grußkarten und Geschenkartikeln, eine Grußkarte, die duftete und im Dunklen leuchtete. Die Form war identisch mit jener des Wunderbaums. Auch dieser Fall wurde erfolgreich eingeklagt.
Im Oktober 2011 klagte die Car-Freshner Corporation vor dem US-District Court Northern District of New York gegen Getty Images. Gegenstand der Klage waren Fotos, auf denen Motive mit dem Wunder-Baum zu finden waren, etwa Panoramabilder aus einem Auto heraus, in dem am Rückspiegel der besagte Wunder-Baum hängt.
Ebenfalls 2011 klagte die Car-Freshner Corporation gegen das Unternehmen Beck & Call, das eine ähnlich gestaltete Lufterfrischereihe als Werbegeschenk an ihre Kunden und Interessenten vermarktete.
Der bulgarische Hersteller Balev Eood wurde aufgrund der vermeintlichen Ähnlichkeit der Areon-Lufterfrischerreihe von der Julius Sämann Ltd. vor der Norwegian Industrial Property Office (NIPO) verklagt. Es handelte sich konkret um die Reihe Areon Airplane, welche die Form eines Flugzeuges hatte. In diesem Fall scheiterte die Klage allerdings mit der Urteilsbegründung, es gäbe keine Verwechslungsgefahr. Das Unternehmen Balev Eood veränderte das Design der Areon-Lufterfrischer in der Folge dennoch grundlegend.
Ende 2015 wurde ein Rechtsstreit mit dem Unternehmen Exotica Fresheners Co. zugunsten der Car-Freshner Corporation entschieden. Beanstandet wurde ein ähnliches Verpackungsdesign wie auch die Verwendung ähnlicher Farben und Produktnamen. Exotica Fresheners Co. musste sowohl das Design ändern als auch einen Schadensersatz von 52.000 US-Dollar an die Car-Freshner Corporation bezahlen. In der US-amerikanischen Presse wurde diese Entscheidung teilweise kontrovers diskutiert.
Mitte 2017 wurde die österreichische Handwerksplattform 4betterdays.com von der Julius Säman Ltd. erfolgreich auf Unterlassung verklagt. Der Geschäftsführer der österreichischen Plattform, Elmar Frischmann, erklärte im Gespräch mit österreichischen Medien, die rechtliche Auseinandersetzung habe bereits über 30.000 Euro gekostet. Die Grundlage dieser Klage war ein in Handarbeit aus Zirbenholz hergestellter Holzbaum. 4betterdays.com wurde nicht nur zur Übernahme sämtlicher Kosten des Rechtsstreits verurteilt, sondern auch zur Veröffentlichung des Urteils. Mitte September 2017 erfolgte dann eine erste Einigung zwischen 4betterdays.com und der Julius Säman Ltd. Vereinbart wurde, dass die Julius Säman Ltd. auf die Urteilsveröffentlichung im Ausmaß von 37.000 Euro verzichtet. Anstelle dessen erfolgte eine Ausgleichszahlung über 10.000 Euro von 4betterdays.com. Offen ist hingegen nach wie vor die Herausgabe von Kundendaten und der Daten von Lieferanten von 4betterdays.com an die Julius Säman Ltd. Diese wurde im Gerichtsurteil festgeschrieben, um die endgültige Schadenssumme beziffern zu können. Unter Bezugnahme auf datenschutzrechtliche Bedenken – und hier vor allem auf die Weitergabe von Daten an Dritte – wird von 4betterdays.com die Herausgabe der Daten verweigert. Anfang Oktober wurde deswegen am Bezirksgericht Innsbruck ein Exekutionsverfahren gegen 4betterdays.com eingeleitet. Im November 2017 lenkte 4betterdays.com ein und übermittelte die geforderten Kunden und Lieferantendaten. Diese Übergabe erfolgte laut Unternehmen nach bestem Wissen und Gewissen und wurde mit höchster Sorgfalt vorbereitet. Zudem wurde als Beweis für die Vernichtung der restlichen Zirbenbäumchen Zirbenspäne an die rechtsvertretende Stelle der Julius Säman Ltd. versandt.

## Wunder-Baum in der Populärkultur
Der Wunder-Baum und seine Kontur sind Teil der Populärkultur geworden. Sie spielen in zahlreichen Filmen (Repo Man (1984), König der Fischer (1991), Sieben (1995)) eine wichtige Rolle oder sind ein (nebensächliches) Detail wie in 10 Items or Less (2006), Cleaner (2007), Logorama (2009), Der Tatortreiniger (2011), Ich – Einfach unverbesserlich (2010) oder Der Goldene Handschuh (2019). Wunder-Bäume sind in der Greaser-Subkultur, einer Jugendkultur von Kindern der Arbeiterklasse, die sich in den 1950er Jahren in den USA aus den Straßengangs bildete, von zentraler Bedeutung: Kein aufgemotztes Fahrzeug ist ohne den entsprechenden Duftbaum vollständig. Eine entsprechende Szene findet sich heutzutage in den ländlichen Gebieten Skandinaviens.

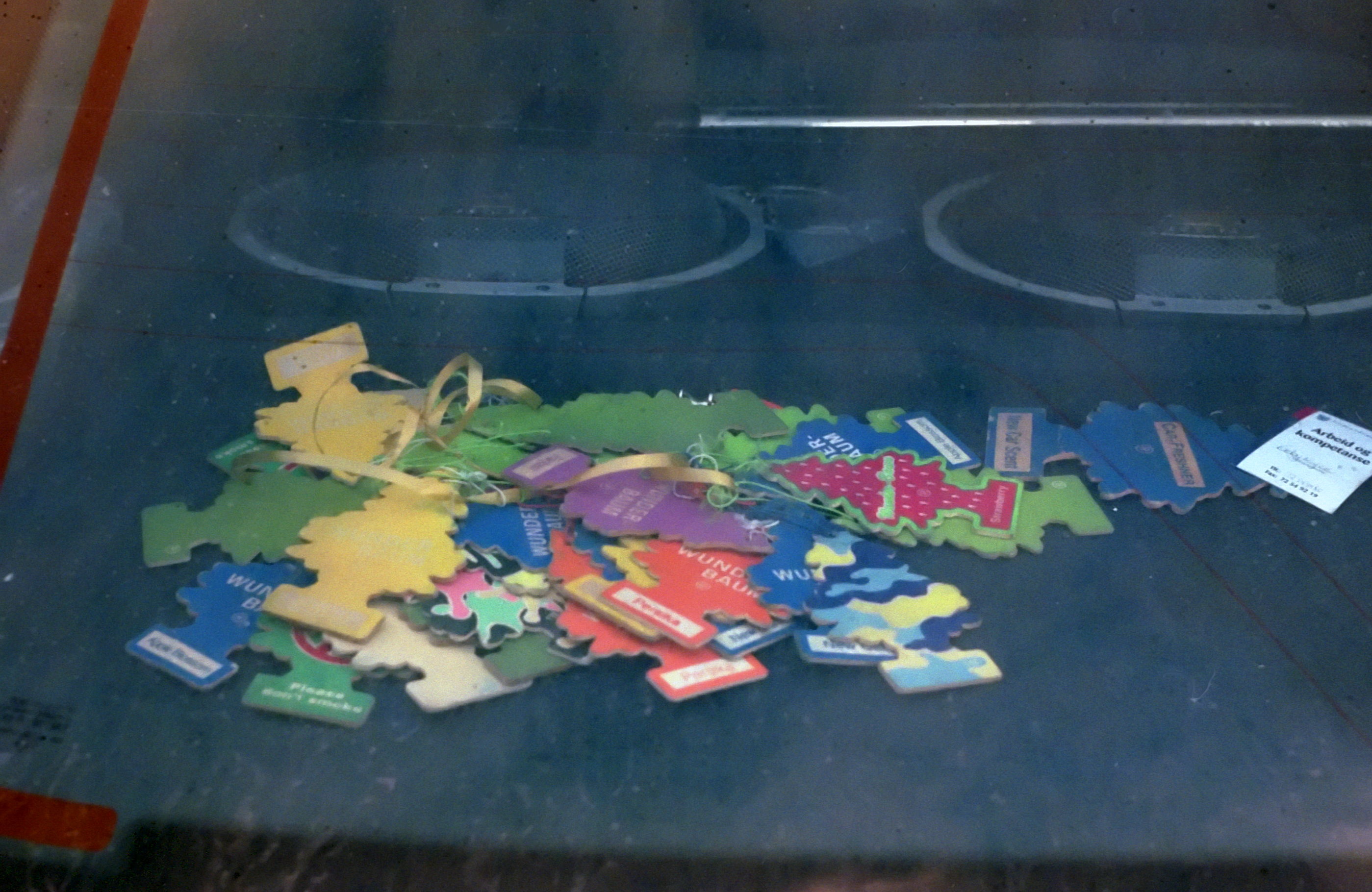
Accessoires auf der Hutablage einer Limousine. Skandinavien (2005)
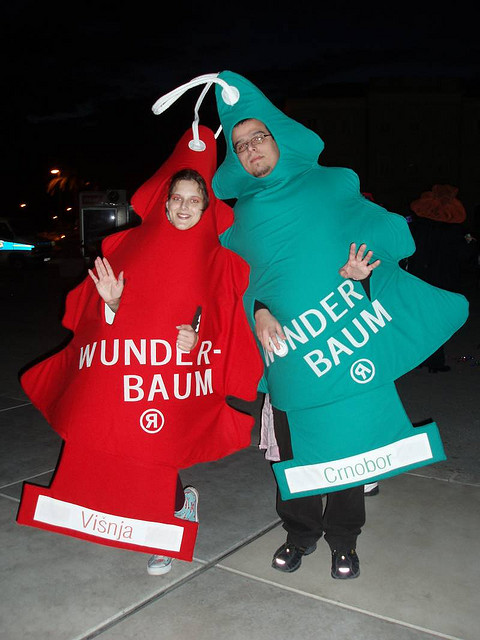
Wunder-Baum als Kostüm. Split (2008)
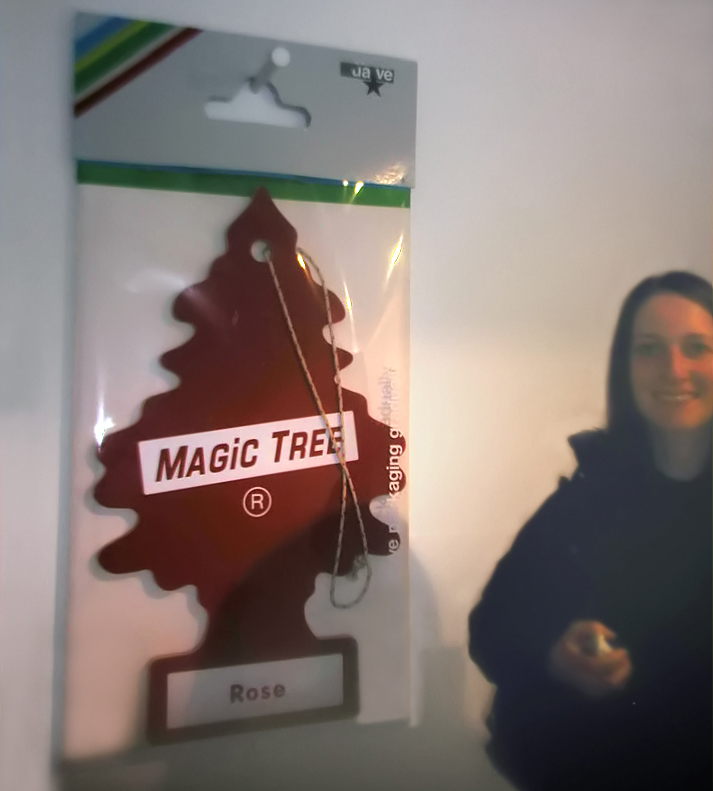
Übergroßer Wunder-Baum in Verpackung. Globe City Gallery, Newcastle upon Tyne (2008)
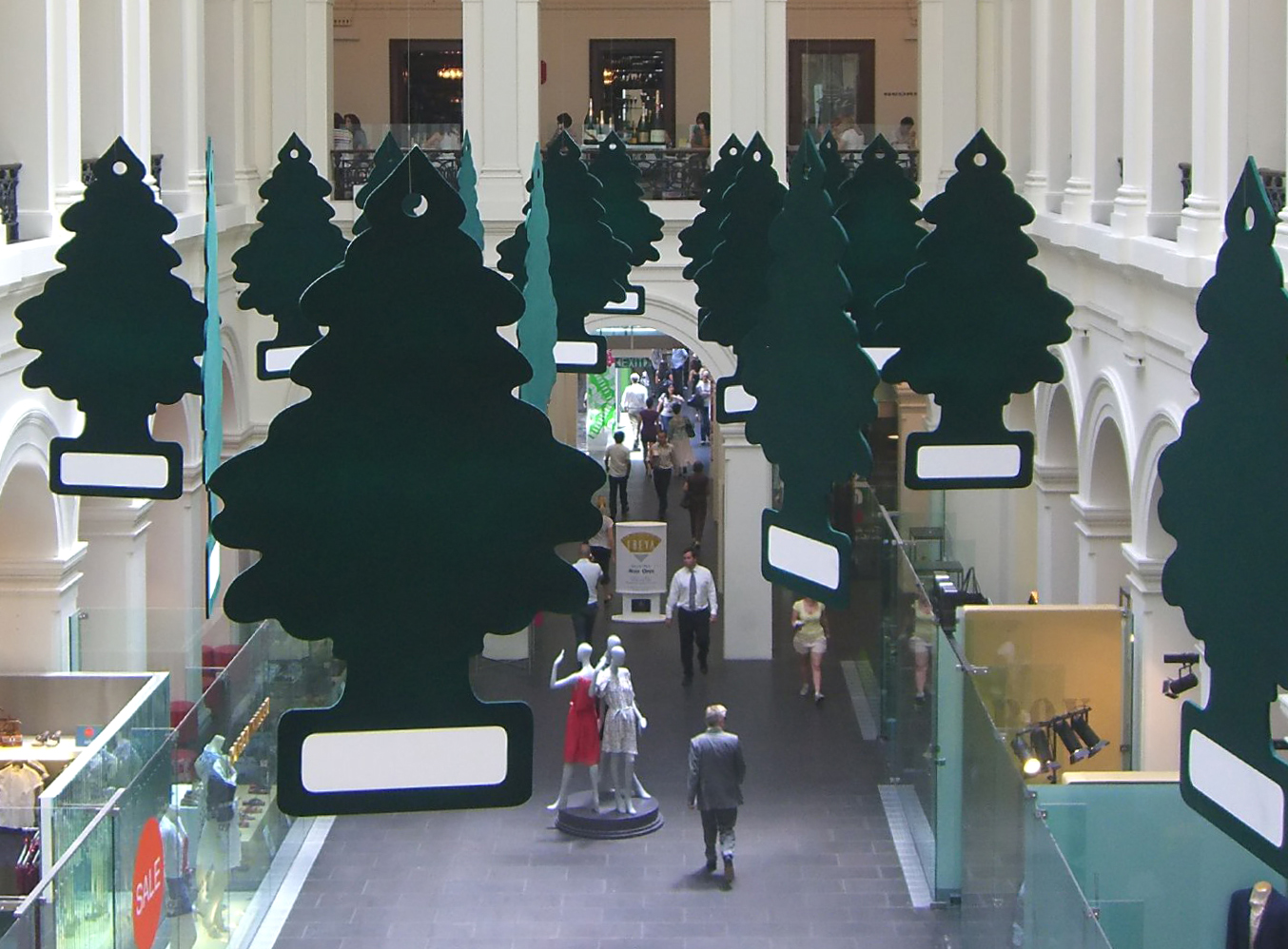
Riesen-Wunder-Bäume als Weihnachtsbäume. GPO Melbourne, Australien (2007)
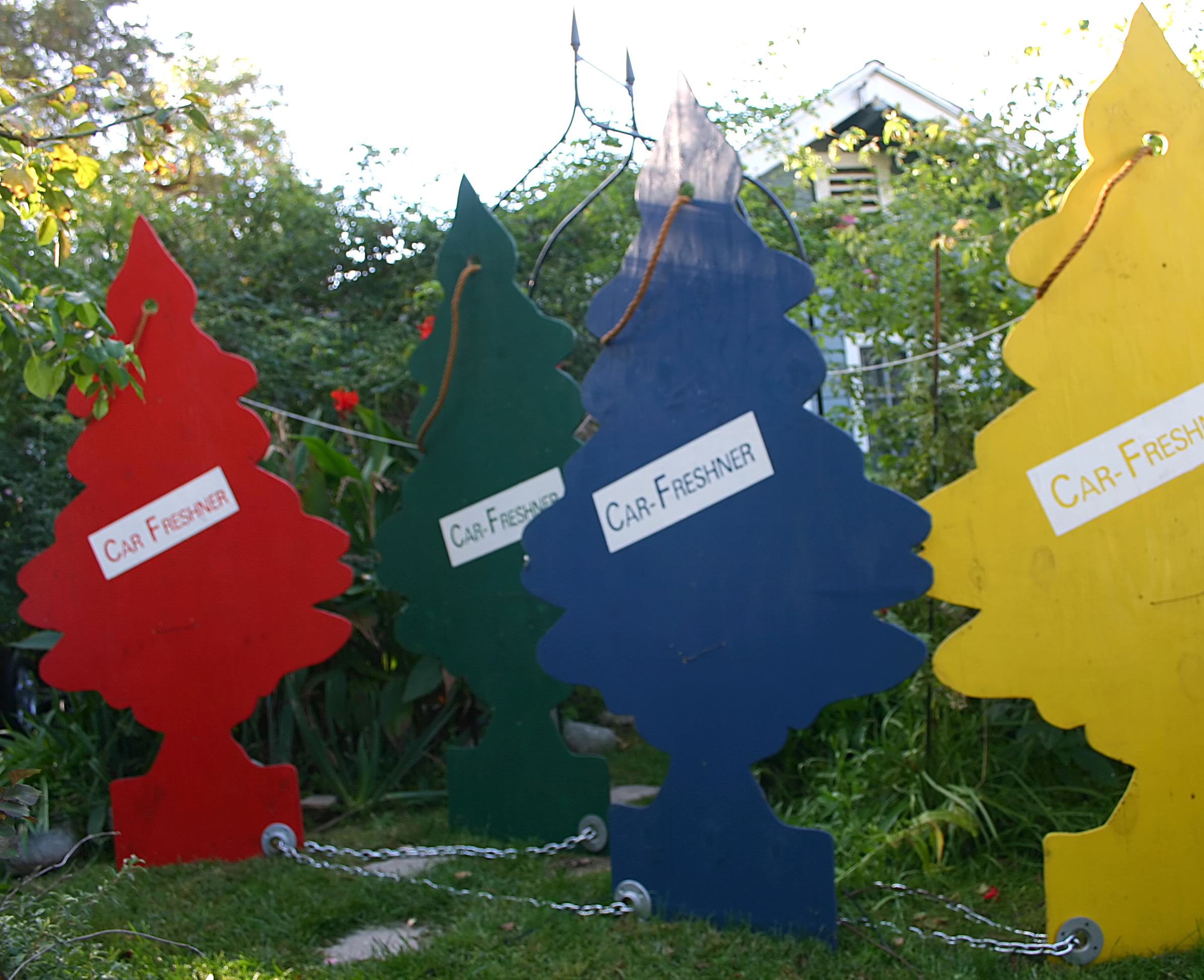
Riesen-Wunder-Bäume im Vorgarten (2007)

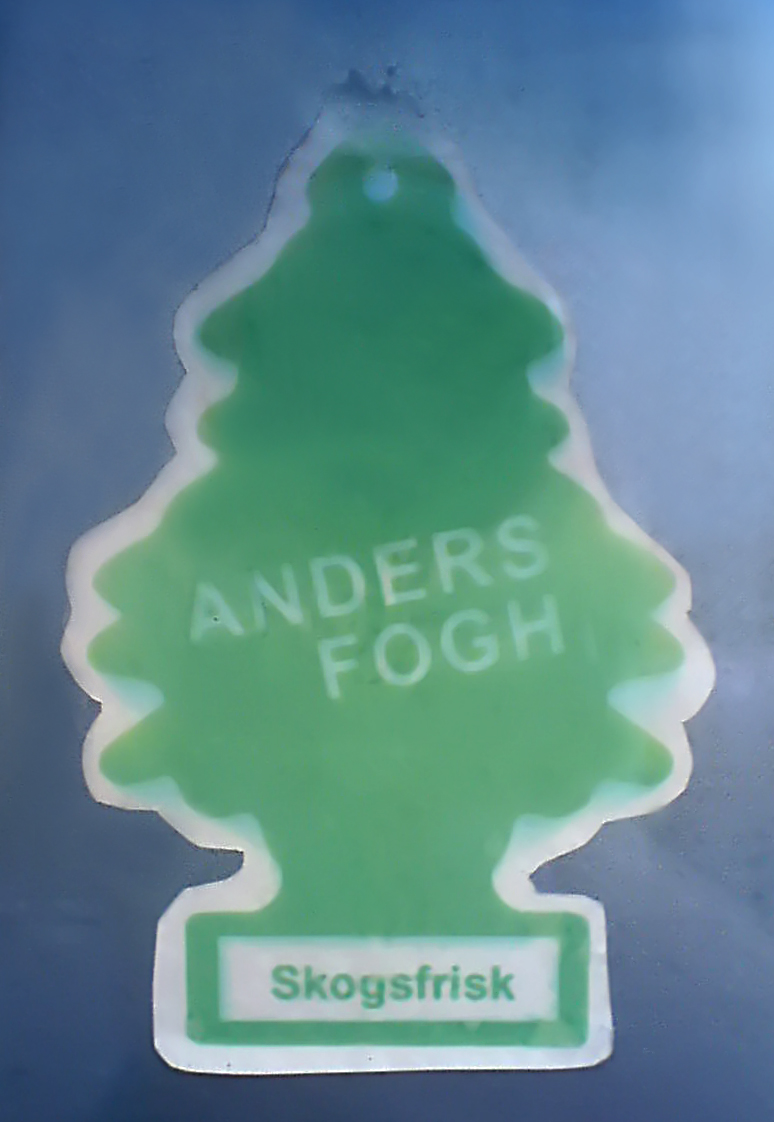
Wunder-Baum als Symbol für den „waldfrischen Staatsminister“. Anders Fogh (Rasmussen). Dänemark (2006)
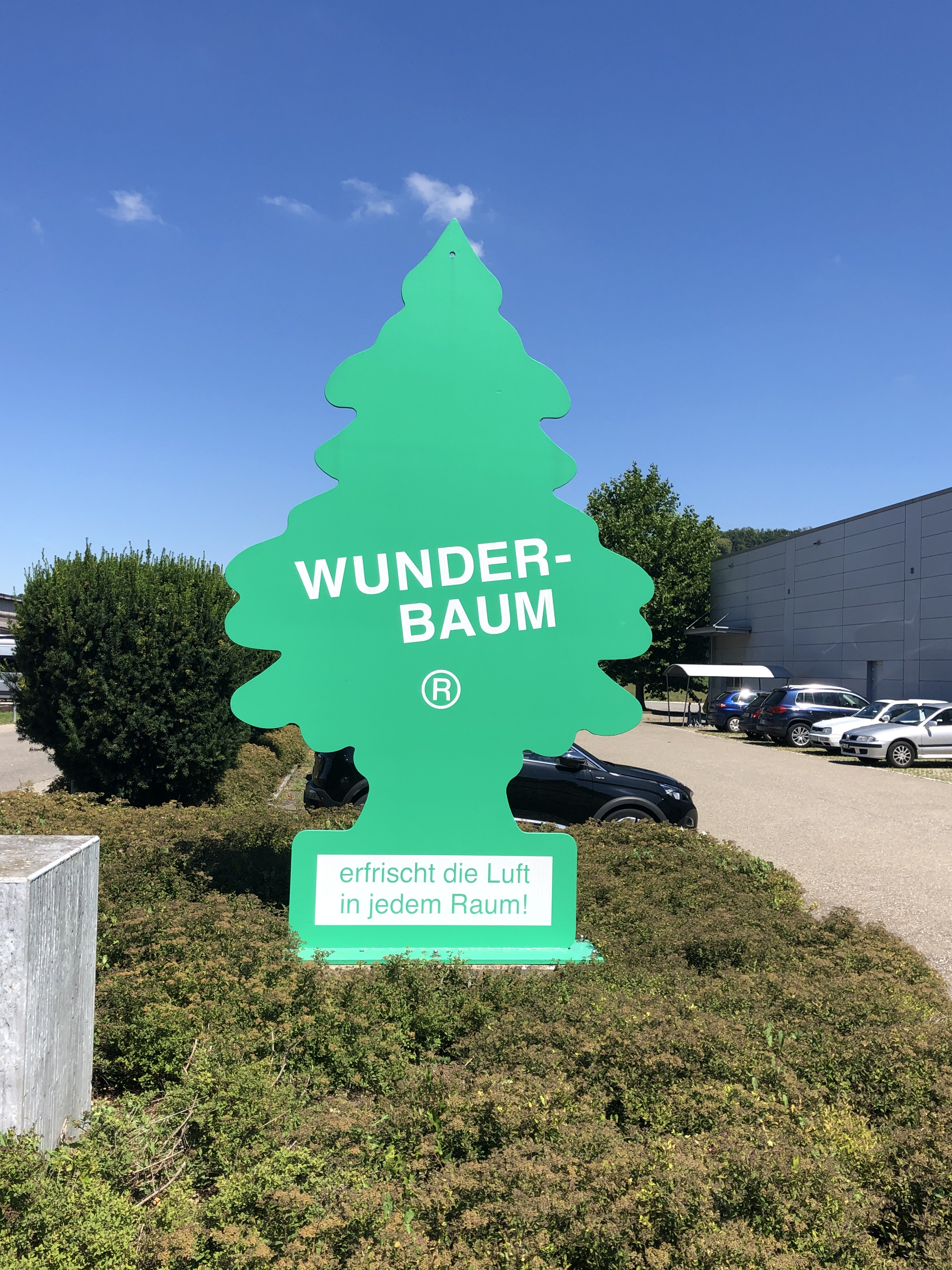
Riesen-Wunder-Baum aus Stahl. Thayngen, Kanton Schaffhausen, Schweiz
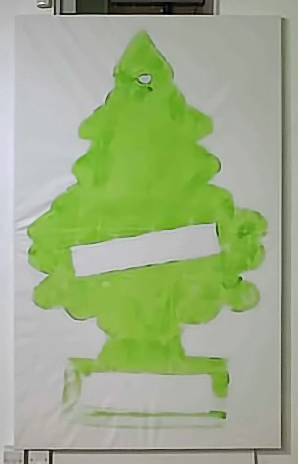
Geruchloser Riesen-Wunder-Baum in der Ausstellung Pure Evil Genius, London (2007)
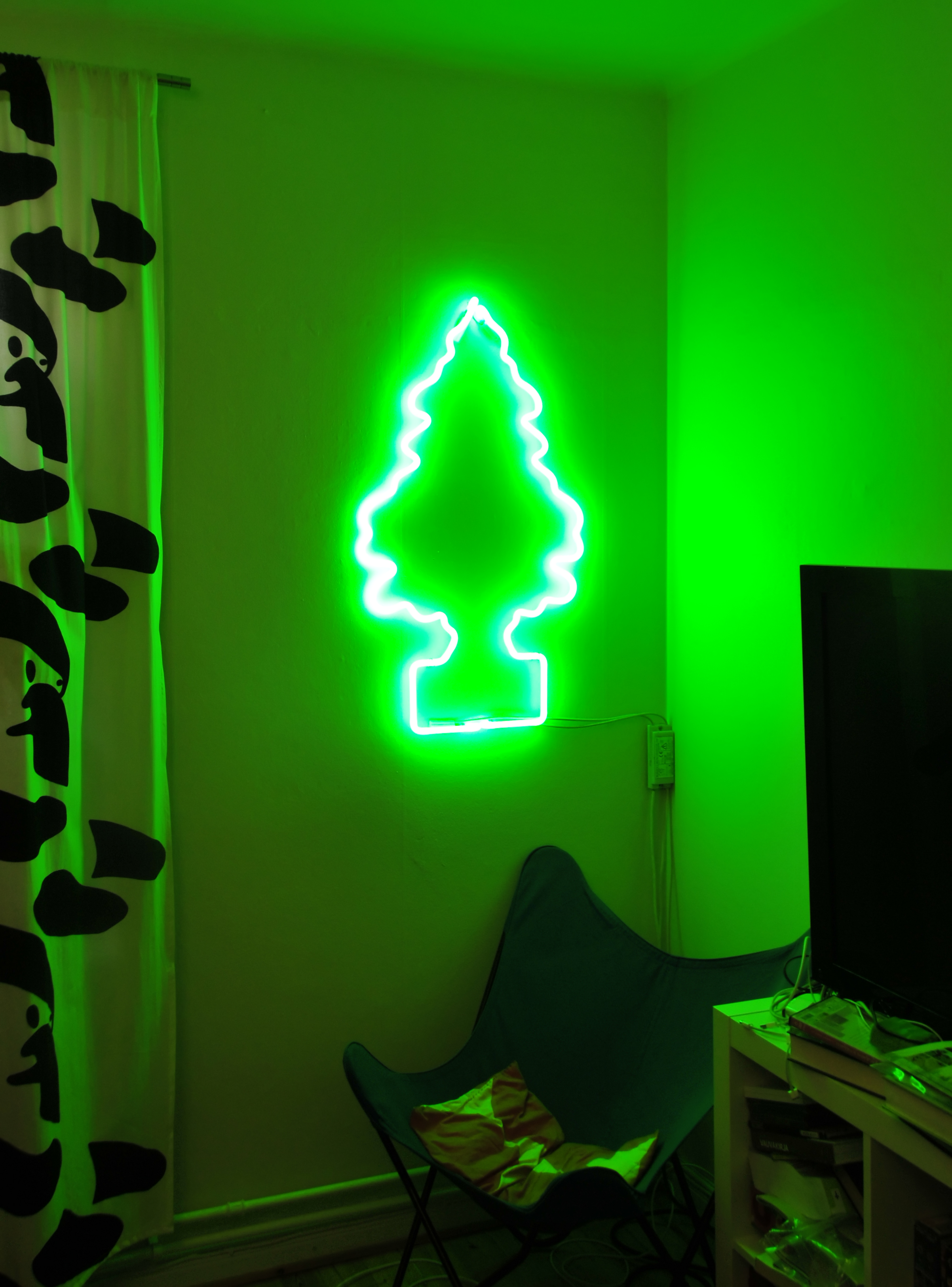
Wunder-Baum-kontur als Lichtelement. Tuomas Laitinen, Finnland (2009)
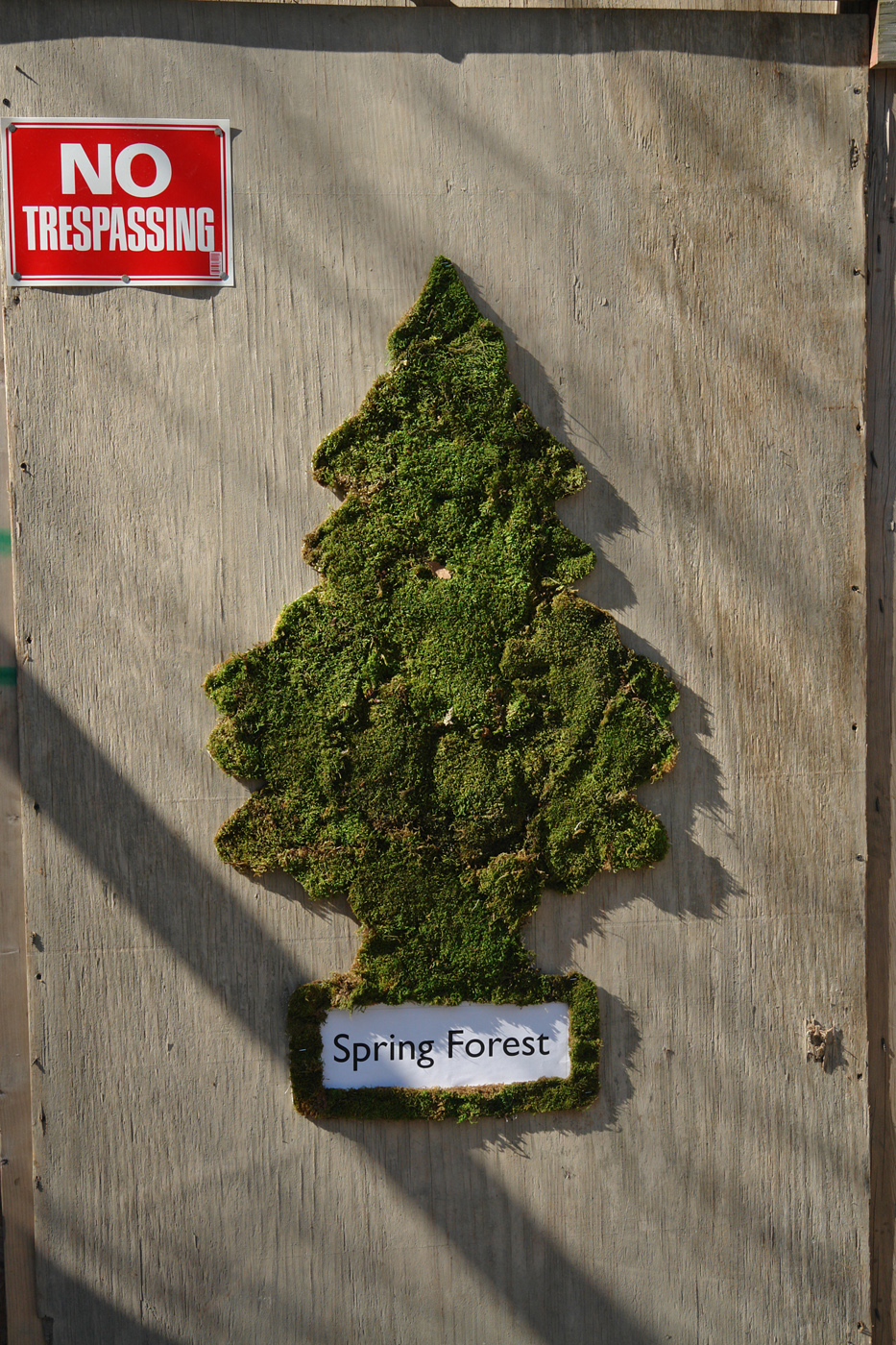
Überdimensionale, moosgefüllte Wunder-Baum-kontur an einem Bauzaun. Geruchsrichtung laut Aufschrift: Frühlingswald. Edina Tokodi, Brooklyn, New York (2009)

## Sponsoring
Little Trees werden oft im Motorsport promotet. Unter anderem war Little Trees 1986 offizieller Sponsor des Formel-3-Rennens in Italien. Ebenso war Little Trees Sponsor des Porsche Teams in Deutschland und ist momentan Sponsor des NASCAR-Fahrers Mike Olsen.